# Kyoji Nagatani
Kyoji Nagatani (Tokyo, 6 dicembre 1950) è uno scultore giapponese.
Kyoji Nagatani, figlio del pittore Kikuichi, nasce a Tokyo nel 1950. 

Si  laurea all'Università delle arti di Tokyo e presso l'istituto Superiore di Ricerca dell'Università Statale Belle Arti della capitale giapponese.

Nel 1976 consegue il Diploma nella specializzazione di fusione in bronzo. 
Dopo aver vinto una borsa di studio del Governo italiano frequenta l'Accademia di Brera di Milano dove, allievo degli scultori Enrico Manfrini ed Alik Cavaliere, conclude gli studi nel 1984.
La critica ha posto in risalto la sua poetica artistica con attenzione alla sua ricerca rivolta alla forma come genesi di vita.  
Sue opere di minori dimensioni sono in varie collezioni private mentre sue sculture monumentali sono esposte in luoghi pubblici e musei italiani e giapponesi.

Svolge il suo lavoro di scultore tra i suoi studi di Tokyo e di Milano, fino alla fine del 2021 quando decide di chiudere lo studio milanese e di fare ritorno in Giappone.

## Opere
- Monumento per Villa Fontana, Capriano (MB), 1981
- Collezione Shu Uemura, Milano, 1992
- Collezione Shu Uemura, Harajuku, Tokyo, 1994
- Monumento per la sede della società ACS spa, Tribiano (MI), 1994
- Monumento per il Teatro  Comunale di Hachiōji, Tokyo, 1994
- Museo all’aperto Utsukushi-ga-hara, Nagano, 1995
- Il trono del Vento, Museo all'aperto Hakone Open-Air Museum, Kanagawa, bronzo, 1995
- Monumento per la Scuola Yurigokuin, Osaka, 2000
- Cofano per le chiavi della Porta Santa della Basilica di San Giovanni in Laterano, Giubileo dell’anno 2000, Roma
- Monumento per il  Tempio Ryukokuji Hachioji, Tokyo, 2001
- Il Mutante,  Museo Vito Mele, Santa Maria di Leuca (LE), 2003
- Trono del Silenzio, piazza  Don E.Civilini, Pioltello (MI), 2006
- Triade Rossa, fontana per lo stabilimento della Hosaka Seisakujyo (Kanagawa), 2006
- La Porta della Memoria, scultura in serpentino, Chiesa Valmalenco (SO), 2009
- Il seme,  Scuola Edile di Bergamo, Seriate, 2012
- Tre monumenti per i giardini pubblici di Yoshikawa, Saitama, 2013